# Rio Dupuş
O Rio Dupuş é um rio da Romênia, afluente do Aţel, localizado no distrito de Sibiu.